# Lisa Matthewson
Lisa Christine Matthewson (1968) es una lingüista y profesora en el Departamento de Lingüística de la Universidad de Columbia Británica, especializada en pragmática y semántica. Es importante su contribución al diseño del trabajo de campo semántico y a la preservación e historia oral de las lenguas de las lenguas indígenas de Norteamérica, especialmente del st'át'imcets y del gitksan. Matthewson fue la primera mujer en acceder al puesto de profesora titular (full professor) en la historia del Departamento de Lingüística de la UCB.

## Biografía
Matthewson recibió sus títulos de BA y MA en la Universidad Victoria de Wellington. Obtuvo su doctorado en lingüística en la Universidad de Columbia Británica en 1996. En 1998, su tesis doctoral, Determiner systems and quantificational strategies: Evidence from Salish, recibió el E. W. Beth Dissertation Prize, otorgado a tesis doctorales destacadas en los campos de lógica, lingüística y estudios de la información.
La obra de Matthewson explora cómo la variación en la semántica y la pragmática de las lenguas se puede relacionar con la propuesta de una gramática universal. Su artículo Sobre la metodología del trabajo de campo semántico, es uno de sus artículos más citados. En 2015, Matthewson coeditó el libro Methodologies in Semantic Fieldwork de Oxford University Press.
Matthewson también participó en el desarrollo del proyecto Totem Field Storyboards, que busca recopilar información lingüística de los hablantes sin utilizar entrevistas directas.

## Publicaciones selectas
- Matthewson, Lisa 1999. On the Interpretation of Wide-Scope Indefinites. Natural Language Semantics 7:79-134.
- Matthewson, Lisa 2001. Quantification and the Nature of Cross-Linguistic Variation. Natural Language Semantics 9:145-189.
- Matthewson, Lisa 2004. On the Methodology of Semantic Fieldwork. International Journal of American Linguistics 70:369-415.
- Schaeffer, Jeannette and Lisa Matthewson 2005. Grammar and Pragmatics in the Acquisition of Article Systems. Natural Language and Linguistic Theory 23:53-101.
- Matthewson, Lisa 2006. Temporal Semantics in a Supposedly Tenseless Language. Linguistics and Philosophy 29:673-713.
- Matthewson, Lisa, Hotze Rullmann y Henry Davis 2007. Evidentials as Epistemic Modals: Evidence from St’at’imcets. The Linguistic Variation Yearbook 7.
- von Fintel, Kai y Lisa Matthewson 2008. Universals in Semantics. The Linguistic Review 25(1-2):139-201.
- Rullmann, Hotze, Lisa Matthewson y Henry Davis 2008. Modals as Distributive Indefinites. Natural Language Semantics 16:317-357.
- Bochnak, Ryan y Lisa Matthewson (eds.) 2015. Methodologies in Semantic Fieldwork.Oxford: Oxford University Press.
- Burton, Lisa y Strang Burton 2015. Targeted Construction Storyboards in Semantic Fieldwork. En R. Bochnak and L. Matthewson (eds.), Methodologies in Semantic Fieldwork. Oxford: Oxford University Press, 135–156.